# Mologuen (Ort)
Mologuen ist ein osttimoresischer Ort im Suco Oeleo (Verwaltungsamt Bobonaro, Gemeinde Bobonaro). Er liegt an der Südgrenze der Aldeia Mologuen. Im Süden geht es in das Dorf Tapo (Suco Tapo) über. Durch das Dorf Mologuen führt die Überlandstraße, die den Ort Lolotoe mit dem Norden Osttimors verbindet. Nördlich befindet sich das Dorf Nelgen. Westlich liegt der Berg Abendudatoi (1792 m) und östlich der Berg Peop (1037 m).